# Eugênio Augusto de Miranda Monteiro de Barros
Eugênio Augusto de Miranda Monteiro de Barros (Rio de Janeiro, 22 de novembro de 1893 — ?, ?) foi um político brasileiro. Exerceu o mandato de deputado classista constituinte em 1934.
Funcionário da navegação costeira, filiou-se  em 1924 à União dos Empregados do Comércio. Em fevereiro de 1931, assumiu a presidência da entidade que viria se transformar em sindicato em 1932. 
Em 1933, como presidente do Sindicato dos Empregados do Comércio, tornou-se deputado classista à Assembleia Nacional Constituinte. Fez parte da bancada trabalhista, apresentando uma série de emendas relacionadas às questões sociais.

Em 1934, fundou e presidiu o Partido Unionista dos Empregados, do qual foi presidente. No mesmo ano, teve seu mandato de deputado prorrogado até 1935.